# Вовче (Валківський район)
Вовче — колишнє село в Україні, підпорядковувалося Високопільській сільській раді Валківського району Харківської області.
1987 року у Вовчому проживало 20 людей. 1997 року приєднане до села Високопілля.
Село знаходилося на лівому березі річки Коломак, вище за течією прилягало до Високопілля, нижче за течією за 1 км — Гвоздьове. Поруч розташований великий лісовий масив.

## Принагідно
- Перелік актів, за якими проведені зміни в адміністративно-територіальному устрої України